# Catherine Hall
Catherine Hall (nascida Catherine Barrett, em 1946, em Kettering, na Inglaterra) é uma historiadora britânica, professora emérita de história social e cultural na Grã-Bretanha da época moderna na University College London. Seu trabalho como historiadora feminista enfoca os séculos XVIII e XIX em suas questões de gênero, classe, raça (ou etnia) e as dimensões imperiais. Foi eleita Fellow da British Academy (FBA) em 2018 e recebeu um diploma honorário da University of York em 2019. Em 2017, rejeitou o Prêmio Dan David como apoio ao movimento Boicote, Desinvestimento e Sanções, em solidariedade à causa Palestina. É viúva do teórico cultural Stuart Hall.

## Biografia
Hall nasceu como Catherine Barrett em 1946 em Kettering, Northamptonshire. Seu pai, John Barrett, era ministro batista, enquanto sua mãe, Gladys, vinha de uma família de moleiros. No início dos anos 1960, durante uma marcha pela Campanha pelo Desarmamento Nuclear, Hall conheceria seu futuro marido, o professor Stuart Hall, e os dois se casariam em 1964. O casal teve uma filha, Becky, e um filho, Jess. Residiaram em Birmingham. Em 1970, Hall participou da primeira Conferência Nacional de Libertação das Mulheres no Ruskin College, em Oxford. Ela também se tornou membro do coletivo Feminist Review entre os anos de 1981–1997. Seu marido, Stuart, morreu em 2014.
Apoiando o movimento Boicote, Desinvestimento e Sanções em 2014, rejeitou a concessão do Prêmio da Fundação Dan David, em Tel Aviv, Israel. Hall afirmou que foi "uma escolha política independente" rejeitar o prêmio, que incluía um fundo de pesquisa de £ 225.000. Em julho de 2018, foi eleita Fellow da British Academy (FBA) e em 2019, recebeu um título honorário da University of York.

## Trabalhos selecionados
Hall é uma historiadora feminista, conhecida por seu trabalho sobre gênero, classe, raça e império durante o período de 1700 a 1900.

### Livros
- Family Fortunes: Men and Women of the English Middle Class 1780–1850 (1987, new edition 2002, com Leonore Davidoff)
- White, Male And Middle-Class: Explorations In Feminism And History (1992)
- Gendered Nations: Nationalisms And Gender Order In The Long Nineteenth Century (2000, organizadora, com Ida Blom e Karen Hagemann)
- Defining The Victorian Nation: Class, Race, Gender And The British Reform Act Of 1867 (2000, organizadora, com Keith McClelland e Jane Rendall)
- Cultures Of Empire: Colonisers In Britain And The Empire In Nineteenth And Twentieth Centuries (2000, organizadora)
- Civilising Subjects: Metropole And Colony In The English Imagination, 1830–1867 (2002)
- Race, Nation and Empire: Making Histories, 1750 to the Present (2010, organizadora, com Keith McClelland)
- Macaulay and Son: Architects of Imperial Britain (2012)